# Шоттиш
Шоттиш (нем. schottisch) или скотиш (англ. skoteesh) или  — парный народный танец, ставший популярным на балах в Викторианскую эпоху. 
Танец происходит из континентальной Европы, но историки искусства не пришли к единому мнению откуда конкретно, хотя большинство считает что шоттиш впервые начали танцевать в Богемии.
Шоттиш повлиял на музыку и танцы таких разных стран, как Аргентина («Атис» и «Шамаме»), Финляндия («Энка»), Франция, Италия, Норвегия («Рейнландер»), Португалия и Бразилия («Shotica»), Испания («Shotis»), Швеция, Дания («Shotis») и даже Соединённые Штаты Америки. В «Энциклопедическом словаре Брокгауза и Ефрона» утверждается, что шоттиш — танец «музыка которого похожа на польку».
Основной шаг в шоттише делается на 4 счета: два боковых шага влево и вправо, за которыми следует поворот на четыре шага. В некоторых странах вместо подножек и поворотов прыгают под страспей. В каждой из стран есть свои гашения шотландского (австрийского, исландского, норвежского, шведского, ирландского и т. д.) и у практически у каждой страны есть в шоттише своя «изюминка».